# ليو جينغ
ليو جينغ (بالصينية: 刘劲) هو ممثل صيني، ولد في 7 ديسمبر 1963 في الصين.

## وصلات خارجية
- ليو جينغ على موقع IMDb (الإنجليزية)
- ليو جينغ على موقع قاعدة بيانات الفيلم (الإنجليزية)